# 罗泾镇
罗泾镇，是中华人民共和国上海市宝山区下辖的一个乡镇级行政单位。面积50平方公里。户籍人口2.81万人（2008年）。

## 行政区划
罗泾镇下辖以下居委会及村委会：
一社区、宝虹家园社区、宝通家园社区、宝悦家苑社区、海星村、潘桥村、合建村、新陆村、川沙村、三桥村、合众村、肖泾村、高椿树村、陈行村、花红村、牌楼村、新苗村、塘湾村、洋桥村、海红村、宝丰村、解放村、王家楼村、和平村和民众村。